# Todesfall Dilek Doğan
Dilek Doğan (gestorben am 25. Oktober 2015 in Istanbul) war eine kurdische Alevitin, die im Zuge einer Hausdurchsuchung türkischer Polizeikräfte in Istanbul erschossen wurde. Die Umstände ihres Todes führten zu heftigen Debatten.

## Vorfall
Am 18. Oktober 2015 führten bewaffnete Einsatzkräfte der türkischen Anti-Terror-Polizei im Rahmen eines Anti-Terror-Einsatzes in insgesamt 16 Orten Hausdurchsuchungen durch; nach Behördenangaben, um einen mutmaßlichen Attentäter der Terrororganisation DHKP-C festzunehmen. Auch bei der Familie von Dilek Doğan im Istanbuler Stadtteil Küçükarmutlu wurde eine Hausdurchsuchung vorgenommen, in deren Verlauf Doğan durch einen Polizisten angeschossen wurde. Die noch lebende Dilek Doğan wurde von ihrer Familie ins Krankenhaus gebracht und nach einem Herzstillstand wiederbelebt. Nach einer Woche im Koma starb sie am 25. Oktober 2015 an den Folgen der Schussverletzung.
Die Angaben der Familie und der Polizisten über den Verlauf der Durchsuchung und die Umstände, die zum Schuss auf Dilek Doğan und damit zu ihrem Tod führten, wichen stark voneinander ab. Der Polizist sagte aus, der Bruder habe die Waffe angefasst und beim Gerangel um die Waffe habe sich der Schuss gelöst. Die Familie sprach dagegen von einem unprovozierten Angriff in der Wohnung, nachdem Doğan die Beamten aufgefordert hatte, darauf zu achten, mit ihren Schuhen nicht den Fußboden zu verschmutzen. Ein später veröffentlichtes Video des Einsatzes zeigt, dass bei der Durchsuchung der Wohnung durch die Einsatzkräfte ohne vorangehenden Tumult plötzlich ein Schuss fällt.

## Reaktionen

### Politik
Eine Delegation der Istanbuler CHP geführt von İlhan Cihaner und Hilmi Yarayıcı und in Begleitung der Schauspielerin Pelin Batu besuchte die vor dem Krankenhaus wartende Familie Doğan und gaben eine gemeinsame Presseerklärung ab, in der sie eine Untersuchung des Vorfalls forderten und die Geheimhaltung der türkischen Behörden bei Ermittlungen in ähnlichen Fällen kritisierten.
Nach Dilek Doğans Tod drückte auch Sezgin Tanrıkulu, der Vize-Vorsitzende der CHP der Familie vor der Beerdigung sein Beileid aus. Die Beerdigung selbst fand unter starkem Polizeieinsatz statt. Der türkische Ministerpräsident Ahmet Davutoğlu erklärte, es werde eine umfassende Untersuchung der Ereignisse geben. Auch der HDP-Vize-Vorsitzende Selahattin Demirtaş äußerte seine Bestürzung über Doğans Tod.
Nach dem Bekanntwerden des Videos des Polizeieinsatzes gab der CHP-Abgeordnete Murat Emir im türkischen Parlament eine Presseerklärung ab, in der er den Fall Dilek Doğan mit der Tötung von Ali İsmail Korkmaz und Ethem Sarısülük bei den Gezi-Protesten 2013 verglich und davor warnte, die Türkei drohe zu einem Polizeistaat zu werden. Der CHP-Vorsitzende Kemal Kılıçdaroğlu hielt eine Rede bei einer Fraktionssitzung, in der er Doğans Tod thematisierte und Aufklärung von der Polizei forderte.

### Ehrungen
In der ostanatolischen Provinzhauptstadt Van wurde ein neu eröffneter städtischer Park nach Dilek Doğan benannt. An der Eröffnung nahm die stellvertretende Vorsitzende der HDP, Figen Yüksekdağ, teil.

## Prozess
Gegen den Schützen wurde eine Anklage im Dezember 2015 durch die 12. Große Strafkammer zugelassen. Die erste Anhörung des Prozesses fand am 17. Februar 2016 unter scharfen Sicherheitsmaßnahmen statt. Vor dem Gerichtsgebäude kam es zu Protesten, bei denen 22 Demonstranten festgenommen wurden. Auch sollen Anwälte der Familie von der Polizei zunächst am Betreten des Gebäudes gehindert worden sein. Der Staatsanwalt forderte eine Haftstrafe zwischen 20 und 26,5 Jahren. Bei einer Prozessanhörung am 20. April 2016 wurde Mazlum Doğan, ein Bruder von Dilek Doğan, vorübergehend festgenommen, weil er im Gerichtssaal Drohungen gegen einen als Zeugen gehörten Polizisten ausgestoßen hatte.
Auch am dritten Verhandlungstag am 30. Mai 2016 kam es vor und im Gerichtsgebäude zu Protesten, in deren Verlauf 19 Personen vorübergehend festgenommen wurden.
Im März 2017 wurde der Schütze zu einer Freiheitsstrafe von 6 Jahren und 3 Monaten wegen der grob fahrlässigen Tötung von Dilek Doğan verurteilt.